# Åke Carlsson (1905–1989)
Per Åke Daniel Carlsson, född 1 juni 1905 i Säby församling, Jönköpings län, död 5 juni 1989 i Säby församling, Jönköpings län, var en svensk folkmusiker och riksspelman.

## Biografi
Per Åke Daniel Carlsson föddes 1905. Han var son till spelmannen Per Johan Carlsson och lärde sig grunderna i fiol av honom. Carlsson tog sedan lektioner i fiol av violinisten och folkskolläraren Ragnar Schöblom i Tranås. Han deltog i Riksspelmansstämman på Skansen 1927.
Carlsson spelade mycket modern musik och var intresserad av folkliga melodier. Han komponerade även låtar i gammal stil.
Han deltog även på Riksspelmansstämman på Skansen 1939. 

## Upptecknade låtar
År 1932 upptecknade Olof Andersson följande låtar av Carlsson.
- Polska i D-moll efter fadern. Komponerad av målaren Per Hörberg.[4]
- Polska i A-moll, komponerad 1932 av Carlsson.[4]
- Gånglåt i D-dur, komponerad 1931 av Carlsson.[4]